# رالتی‌ترکسد
رالتی‌ترکسد (انگلیسی: Raltitrexed) یک داروی ضد متابولیت است که در شیمی‌درمانی سرطان به کار می‌رود. این دارو یک مهارکننده تیمیدیلات سنتاز است.

## کاربرد پزشکی
این دارو از سال ۱۹۹۸ میلادی در درمان سرطان کولورکتال استفاده می‌شود، همچنین ممکن است در درمان مزوتلیومای بدخیم نیز استفاده شود.

## مکانیسم عمل
رالتی‌ترکسد از نظر شیمیایی شبیه به اسید فولیک است و در دسته داروهای شیمی درمانی به نام آنتی متابولیت های فولات قرار می‌گیرد که یک یا چند آنزیم از سه آنزیم را که از فولات و مشتقات آن به عنوان سوبسترا استفاده می‌کنند، مهار می‌کند: DHFR، GARFT و تیمیدیلات سنتاز. رالتی‌ترکسد پس از پلی گلوتامیلاسیون کاملاً فعال است که امکان حفظ سلولی دارو را فراهم می‌کند.
رالتی‌ترکسد با مهار تیمیدیلات سنتاز (TS)، در نتیجه تشکیل نوکلئوتیدهای پیش ساز پیریمیدین، از تشکیل DNA و RNA که برای رشد و بقای سلول های طبیعی و سلول های سرطانی لازم هستند، جلوگیری می‌کند.